# 邁特利利區

32°16′22″N 3°37′39″E / 32.27278°N 3.62750°E
邁特利利區（阿拉伯语：‎），是阿爾及利亞的行政區，位於該國中部，由蓋爾達耶省負責管轄，首府設於邁特利利，面積12,940平方公里，2005年人口43,486，人口密度每平方公里3人。